# فرودگاه نیروی هوایی سلطنتی لیستون
فرودگاه نیروی هوایی سلطنتی لیستون (به انگلیسی: RAF Leiston) یک فرودگاه نظامی است . این فرودگاه در کشور انگلستان قرار دارد .